# 塚崎幹夫
塚崎 幹夫（つかざき みきお、1930年6月1日 - ）は、フランス文学者、評論家、富山大学名誉教授。
神戸市生まれ。1953年京都大学仏文科卒、同大学院を経て富山大学教養部助教授、教授。ロジェ・カイヨワの翻訳のほか、多彩な著書で知られる。

## 著書
- 『やってやるかやられるか 現代に生きる』池田書店 1963
- 『総務課員の実務』池田書店 1964
- 『会社業務の手紙の書き方 人事労務編』池田書店 1965
- 『教育の機会均等とは 立ち上がった母親たち』塚崎昌子共著 三一新書 1975
- 『星の王子さまの世界 読み方くらべへの招待』中公新書 1982 のち文庫
- 『エクスタシー実践講座 ある大学教授の知的性生活』光文社（カッパ・ホームス）1985
- 『名作の読解法 世界名作中編小説二〇選』原書房 2003
- 『右と左のはなし 自然界の基本構造』青土社 2005
- 『老いても枯れず 大人のための性教育ノート』ソフトバン新書 2007

### 翻訳
- ロジェ・カイヨワ『文学の思い上り その社会的責任』桑原武夫共訳 中央公論社 1959
- ロジェ・カイヨワ『遊びと人間』多田道太郎共訳 講談社 1971 のち文庫、講談社学術文庫 1990
- ロジェ・カイヨワ『蛸 想像の世界を支配する論理をさぐる』中央公論社 1975／青土社 2019
- ロジェ・カイヨワ『反対称 右と左の弁証法』思索社 1976
- ロジェ・カイヨワ『イメージと人間 想像の役割と可能性についての試論』思索社 1978
- 『新訳 イソップ寓話集』中公文庫 1987

## 論文
- 塚崎幹夫

| スタブアイコン | サブスタブ | この項目は、まだ閲覧者の調べものの参照としては役立たない、文人（小説家・詩人・歌人・俳人・作詞家・作家・放送作家・随筆家（コラムニスト）・文芸評論家）に関連した書きかけの項目です。この項目を加筆・訂正などしてくださる協力者を求めています（P:文学/PJ:作家）。 |